# 三氟乙酸钕
三氟乙酸钕是钕的三氟乙酸盐，化学式为Nd(CF3COO)3，存在无水物和三水合物。它可由氧化钕和三氟乙酸反应，从溶液中结晶得到。
Nd2O3 + 6 CF3COOH → 2 Nd(CF3COO)3 + 3 H2O
它在300°C受热分解，生成氟化钕以及一些气态产物，如CF3COF、CO和CO2等。它可用于制备掺杂钕的纳米颗粒材料。
2 Nd(CF3COO)3 → 2 NdF3 + 3CO + 3 CO2 + 3 CF3COF